# Anton Alexandrowitsch Kotschenkow
Anton Alexandrowitsch Kotschenkow (russisch Антон Александрович Коченков; * 2. April 1987 in Frunse, Sowjetunion, heute Kirgisistan) ist ein russischer Fußballtorwart.

## Karriere
Kotschenkow begann seine Karriere bei Lokomotive Moskau. Zur Saison 2008 wurde er an den Drittligisten FK Nischni Nowgorod verliehen. Mit Nischni Nowgorod stieg er zu Saisonende in die Perwenstwo FNL auf, woraufhin er fest verpflichtet wurde. Sein Debüt in der zweiten Liga gab er im März 2009 gegen Anschi Machatschkala. In der Saison 2009 kam er zu 35 Zweitligaeinsätzen.
Zur Saison 2010 wechselte er innerhalb Nischni Nowgorods zum Ligakonkurrenten Wolga Nischni Nowgorod. In seiner ersten Spielzeit bei Wolga kam er zu 24 Zweitligaeinsätzen und stieg mit dem Verein zu Saisonende in die Premjer-Liga auf. Nach dem Aufstieg wurde er zur Saison 2011/12 innerhalb der höchsten Spielklasse an den FK Rostow verliehen. Im April 2011 debütierte er gegen Terek Grosny in der Premjer-Liga. Zunächst war er in Rostow Stammtorwart, ehe er im August 2011 von Neuzugang Stipe Pletikosa abgelöst wurde. Nach 17 Einsätzen für Rostow endete die Leihe in der Winterpause der Saison 2011/12 und er kehrte nach Nischni Nowgorod zurück. Bei Wolga spielte er allerdings keine Rolle mehr.
Daraufhin wechselte er zur Saison 2012/13 zum Zweitligisten Spartak Naltschik. In Naltschik kam er in jener Spielzeit zu 32 Zweitligaeinsätzen. Zur Saison 2013/14 schloss Kotschenkow sich dem Ligakonkurrenten Mordowija Saransk an. In seiner ersten Saison in Saransk absolvierte der Torwart 28 Zweitligapartien; zu Saisonende stieg er mit Mordowija in die Premjer-Liga auf. In der Saison 2014/15 kam er in allen 30 Saisonspielen Saransks über die volle Distanz zum Einsatz und war zudem Kapitän des Vereins.
Zur Saison 2015/16 wechselte er innerhalb der Liga zu Lokomotive Moskau, wo er einst bereits in seiner Jugend gespielt hatte. In Moskau fungierte er jedoch von Beginn an nur als zweiter Tormann hinter Guilherme. Im Oktober 2015 wechselte er leihweise zum Ligakonkurrenten FK Krasnodar, wo er nach einer Verletzung von Andrei Sinizyn bis zur Winterpause als Ersatztorwart fungieren sollte. Für Krasnodar kam er nie zum Einsatz. Im Januar 2016 kehrte er wieder in die Hauptstadt zurück, blieb jedoch bis Saisonende ohne Einsatz.
Zur Saison 2016/17 wurde er an Tom Tomsk verliehen. Für Tom absolvierte er bis zur Winterpause zwölf Spiele in der Premjer-Liga. Im Januar 2017 kehrte Kotschenkow wieder zu Lok zurück, kam bis Saisonende allerdings erneut nie zum Einsatz. In der Saison 2017/18 absolvierte er sieben Ligaspiele für die Moskauer, 2018/19 blieb er hinter Guilherme wieder ohne Einsatz. In der Saison 2019/20 absolvierte er sieben Partien. In der Saison 2020/21 kam er zu sechs Einsätzen.
Im August 2021 wechselte Kotschenkow zum Ligakonkurrenten Arsenal Tula.